# Truljalia viminea
Truljalia viminea är en insektsart som beskrevs av Andrej Vasiljevitj Gorochov 2002. Truljalia viminea ingår i släktet Truljalia och familjen syrsor. Inga underarter finns listade i Catalogue of Life.